# Ваальбара

Кратон Каапвааль

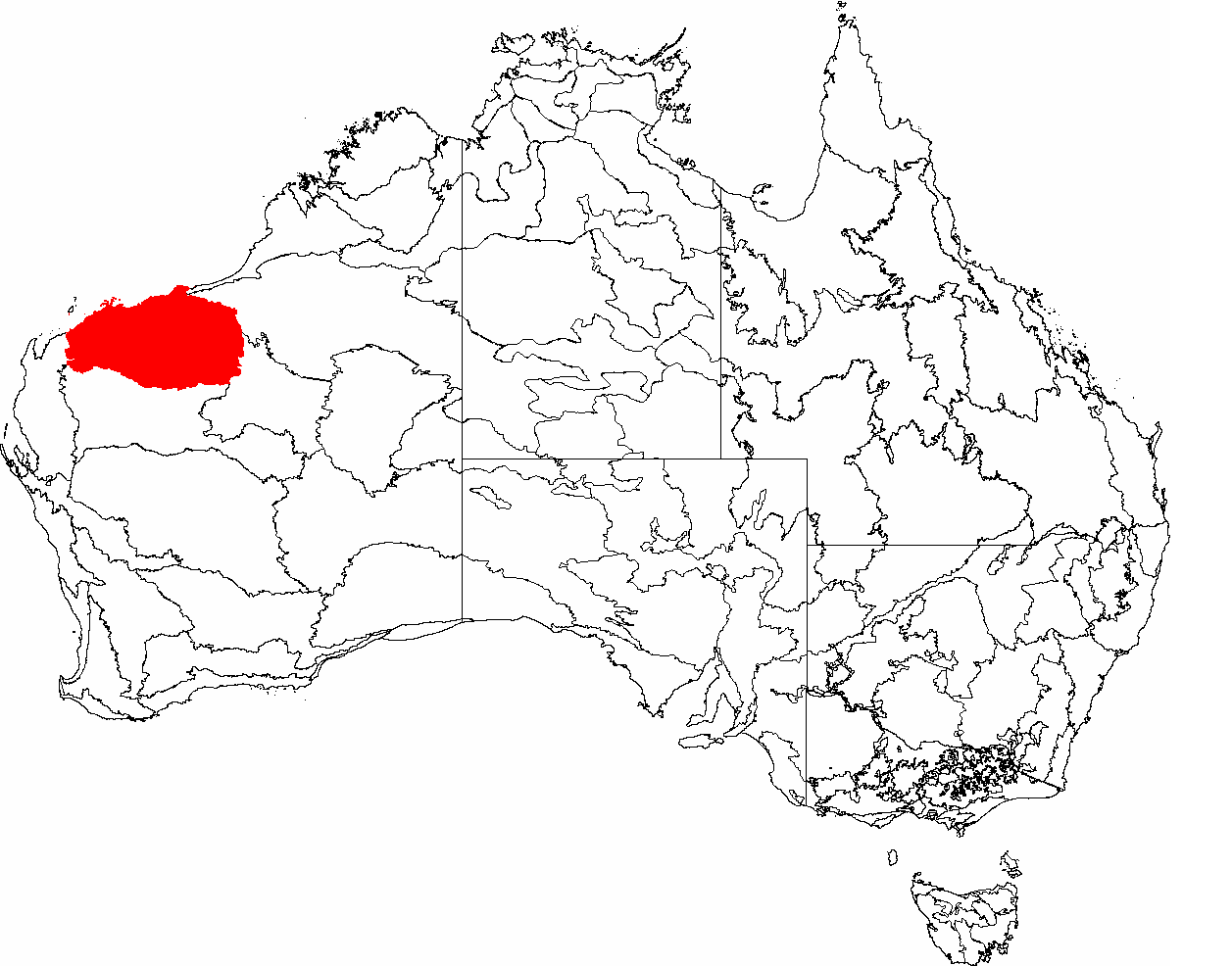
Кратон Пілбара

Ваальбара — перший гіпотетичний суперконтинент на Землі. Згідно з радіометричним датуванням кратонів (протоконтинентів), які складали Ваальбару, вважається, що цей суперконтинент існував приблизно від 3,6-3,1 млрд років тому. Це підтверджують геохронологічні та палеомагнітні дослідження між двома архейськими кратонами: кратон Каапвааль (ПАР) і кратон Пілбара (Західна Австралія).
Не існує загальної точки зору щодо датування початку розпаду цього суперконтиненту, однак геохронологічні і палеомагнітні дослідження показують, що два кратони пережили циркулярне поперечне розділення під кутом 30° приблизно 2,78-2,77 млрд років тому, тобто ~2,8 млрд років тому вони вже не контактували безпосередньо.